# Jonathan (film)
Jonathan je německý hraný film z roku 2016, který režíroval Piotr J. Lewandowski podle vlastního scénáře. Snímek měl světovou premiéru na Berlinale v sekci Panorama 12. února 2016.

## Děj
Jonathan se stará o svého nemocného otce Burghardta a spolu se svou tetou Marthou vedou rodinný statek. Burghardtův stav se stále zhoršuje, a Martha proto najme ošetřovatelku Anku. Jonathan se s Ankou sblíží. Mezitím se na statku objeví dávný Burghardtův přítel Ron, s čímž Martha kategoricky nesouhlasí. Jonathananovi však odmítá sdělit, co se v minulosti stalo. Jednoho dne se však Jonathan náhodou dozví pravdu.

## Obsazení
| Jannis Niewöhner | Jonathan |
| André Hennicke   | Burkhard |
| Julia Koschitz   | Anka     |
| Thomas Sarbacher | Ron      |
| Barbara Auer     | Martha   |
| Max Mauff        | Lasse    |
| Leon Seidel      | Maik     |